# Carex qingyangensis
Espèce
Classification phylogénétique
Carex qingyangensis est une espèce des plantes du genre Carex et de la famille des Cyperaceae.